# Ligne de chemin de fer
 (avril 2010).
Si vous disposez d'ouvrages ou d'articles de référence ou si vous connaissez des sites web de qualité traitant du thème abordé ici, merci de compléter l'article en donnant les références utiles à sa vérifiabilité et en les liant à la section « Notes et références ».

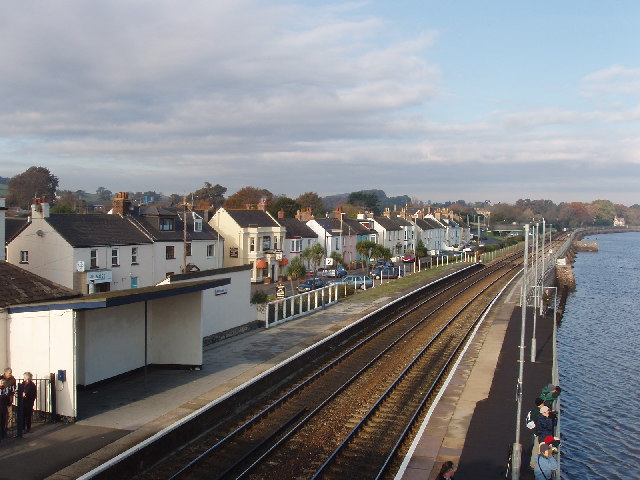
Double voies longeant le bord de l'estuaire de l'Exe (Devonshire).

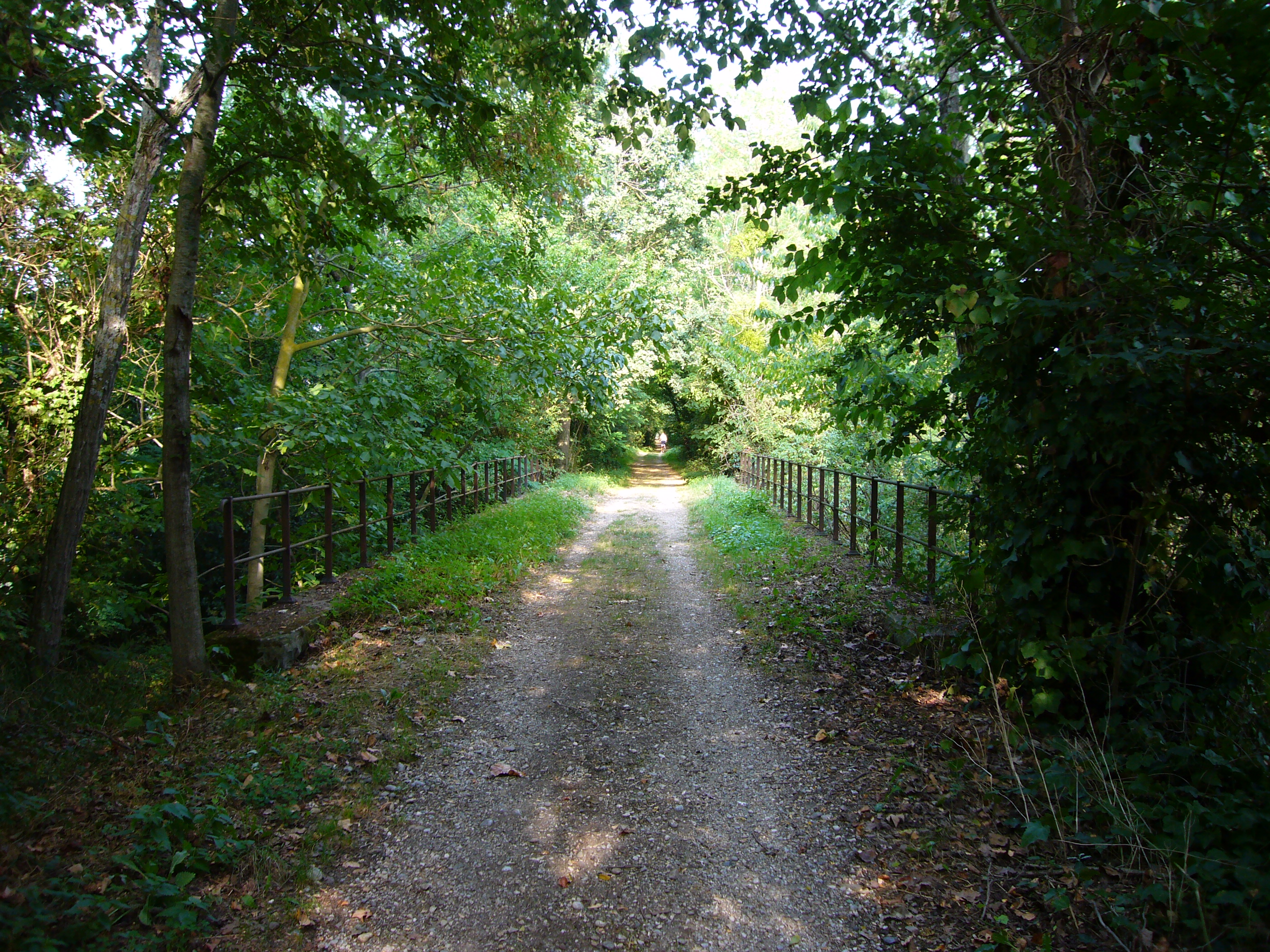
Plate-forme de voie ferrée désaffectée près de Pamiers (Ariège), reconvertie en chemin de randonnée.

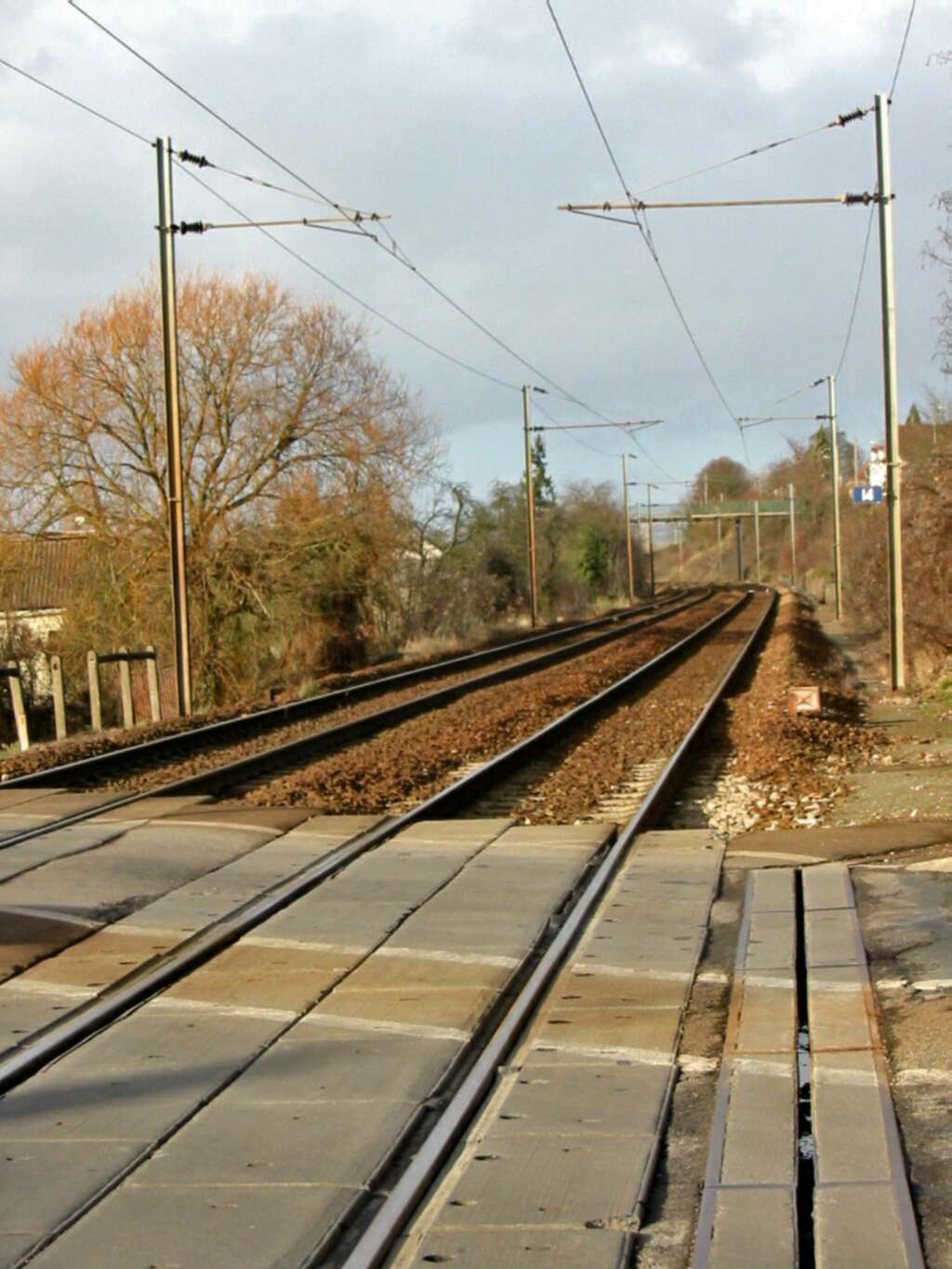
Le platelage d'un passage à niveau avec caténaire.

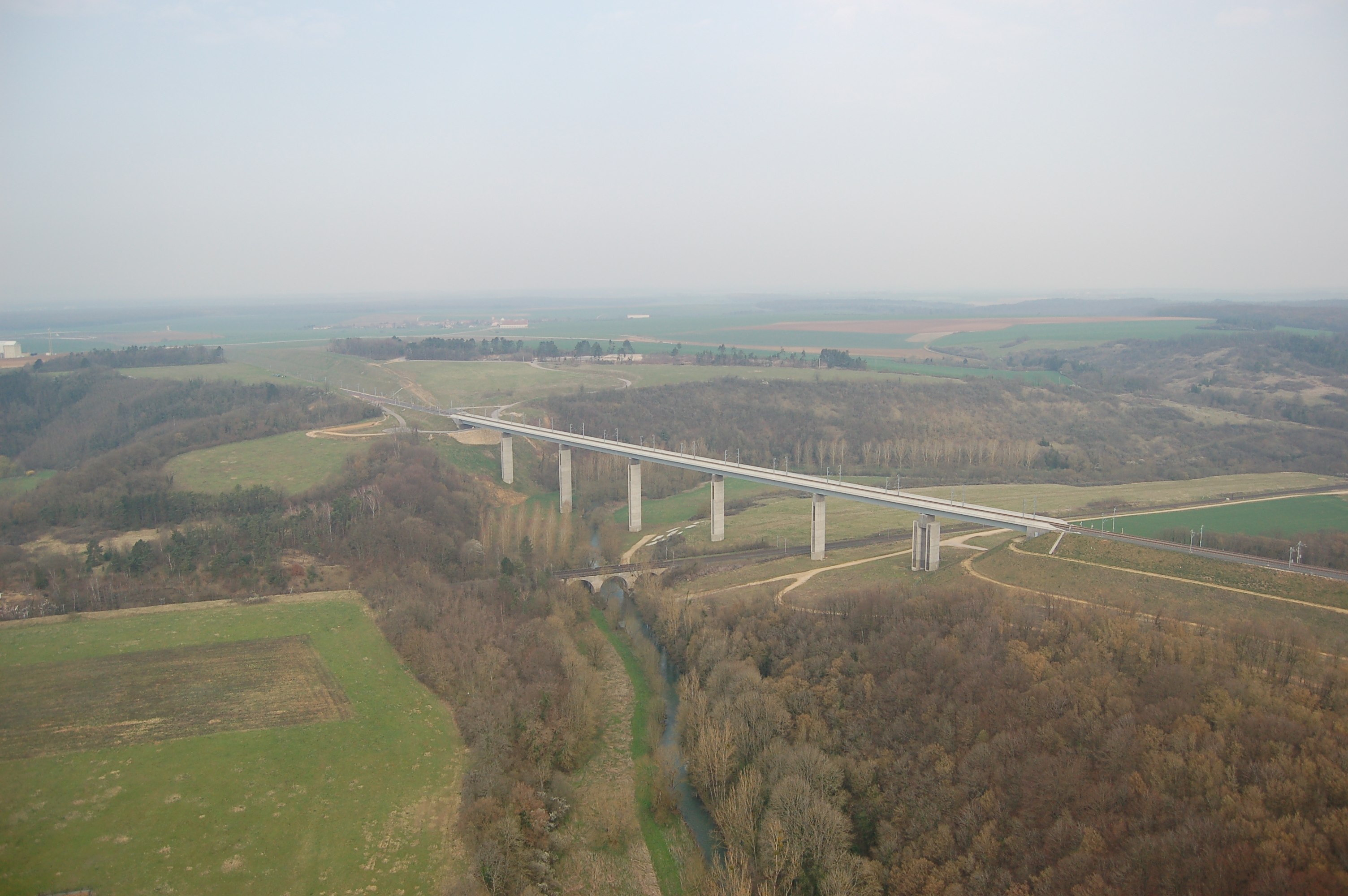
Le viaduc (ici du TGV à Jaulny, en France) est nécessaire à la géométrie de la voie et permet de diminuer sa fragmentation écologique.

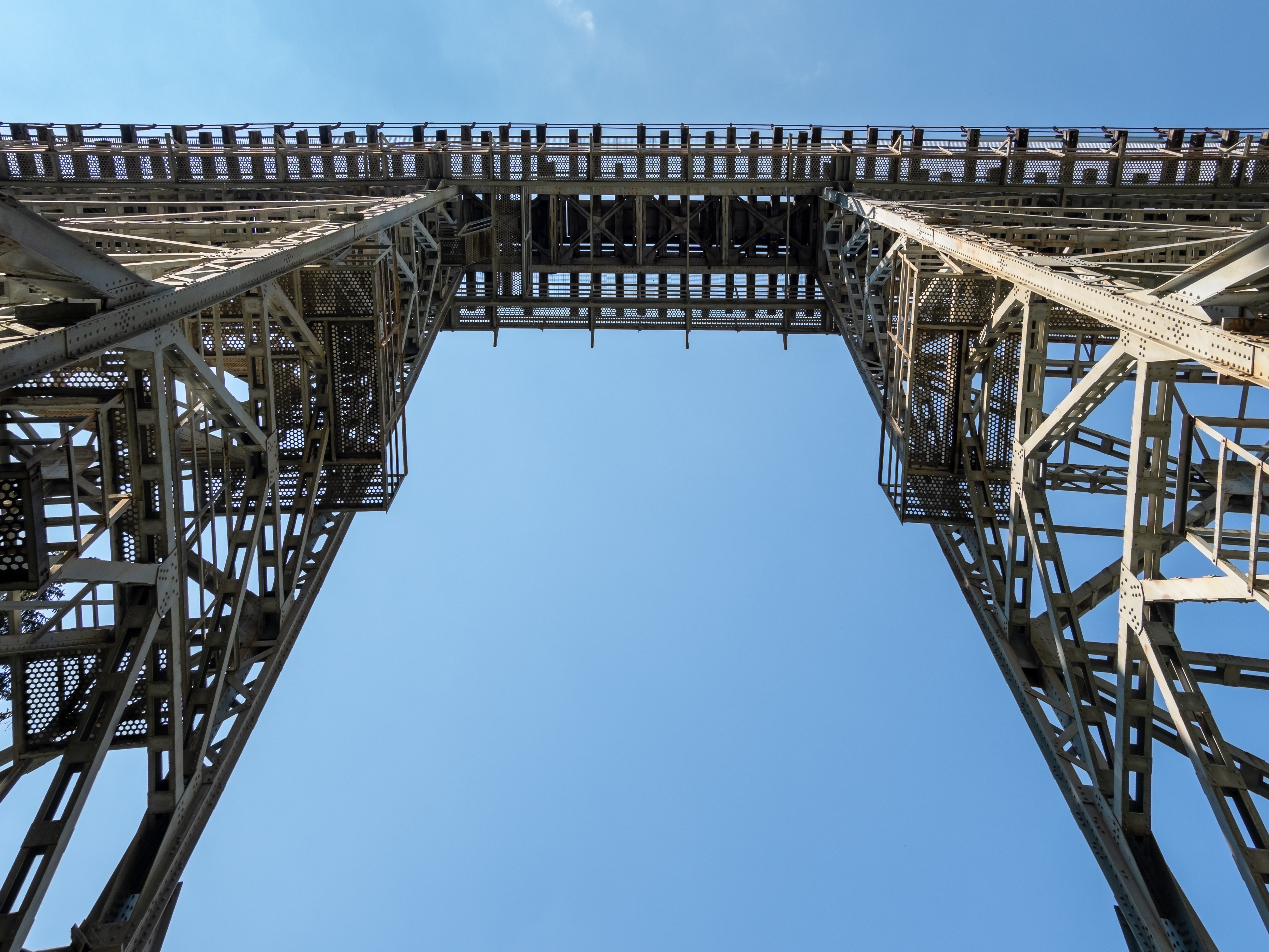
Le Ziemestal, un ancien pont de chemin de fer, sur la ligne désaffectée Triptis–Marxgrün, en Allemagne. Photo prise en août 2018, vue de dessous.

Une ligne de chemin de fer, ou encore une ligne ferroviaire est un chemin parcouru par des trains, ou ayant été parcouru par des trains dans le cas d'une ligne désaffectée. Par métonymie on appelle parfois voie ferrée une ligne de chemin de fer, surtout lorsque c'est une voie unique.
La ligne de chemin de fer est composée d'une ou de plusieurs voies ferrées, qui est (sont) posée(s) sur du ballast, mais aussi d'appareils de voies, éventuellement de caténaires destinées à alimenter les trains électriques, ou encore de passages à niveau permettant à la ligne de croiser une route. Elle est également équipée d'éléments de sécurité ferroviaire destinés à assurer la sécurité des trains circulant sur la ligne, ainsi que de leurs passagers.
Une ligne de chemin de fer peut être affectée à trois types de trains : trains à grande vitesse (dans ce cas c'est une ligne à grande vitesse) ; trains de voyageurs, ou trains de marchandise (également appelés trains de fret).

## Caractéristiques d'une ligne
Une ligne ferroviaire peut être constituée d'une seule voie : on parle dans ce cas de voie unique, de deux voies : ligne à double voie, plus rarement trois voies ou plus.
Plusieurs paramètres caractérisent une ligne ferroviaire :
- le gabarit ;
- les éléments de sécurité ferroviaire l'équipant, et notamment la signalisation.

Si la ligne est électrifiée, s'y ajoutent les caractéristiques propres au système d'alimentation électrique :
- type de caténaire ;
- hauteur de la caténaire ;
- type de courant (continu, alternatif, tension, fréquence).

Ces caractéristiques déterminent notamment la vitesse maximale et le poids maximal des trains la parcourant (ces paramètres dépendent également des caractéristiques du matériel roulant).
Tous ces paramètres doivent être pris en compte pour assurer l'interopérabilité des réseaux ferroviaires.

### Exemple de la France
Il faut noter, pour ce qui concerne le réseau ferré français, des différences notables avec les réseaux voisins, outre la diversité des systèmes de signalisation :
- avec la péninsule Ibérique : différence d'écartement des rails ;
- avec la Grande-Bretagne : différence de gabarit (le gabarit britannique est plus petit)[réf. nécessaire] ;
- avec l'Allemagne : différence de système d'électrification (15 000 V à 16,7 Hz en Allemagne, 25 000 V à 50 Hz ou continu 1 500 V en France), et de sens de circulation (les trains roulent à droite en Allemagne et en territoire français Alsace-Moselle et à gauche en France) ;
- avec la Belgique : différence d'électrification selon le type de ligne (3 000 V et 25 000 V à 50 Hz sur les LGV et quelques lignes).

Les voies ferrées privées reliant des usines ou sites industriels (miniers, carbochimie, pétrochimie, etc.) était parfois appelées cavaliers.

## L'exploitation et l'entretien de la ligne
Le propriétaire d'une ligne de chemin de fer est un gestionnaire d'infrastructure ferroviaire (SNCF Réseau en France). C'est lui qui réalise les travaux d'entretien et de rénovation de la ligne, et qui assure également la gestion des circulations ferroviaires.

### L'entretien de la ligne
Le Renouvellement Voie Ballast (RVB) consiste à changer complètement la voie ferrée ainsi que le ballast.

### L'exploitation de la ligne
L'exploitation de la ligne consiste à affecter des sillons horaires aux trains devant circuler sur la ligne, au cours du graphicage et habillage.

## Environnement
Le rail est reconnu comme l'un des modes de transports les plus intéressants en matière de développement durable et de sécurité.
Mais la construction, le fonctionnement, l'entretien et la fin de vie des voies ferrées posent des problèmes environnementaux, même s'ils sont reconnus bien moindres que ceux posés par les routes et autoroutes, par exemple :
- le bruit et autres vibrations ;
- le désherbage chimique des voies ;
- la gestion de sites anciennement pollués par la créosote, les désherbants, les hydrocarbures ou les séquelles de guerre ;
- une contribution à la fragmentation écologique des écosystèmes et des populations animales et donc végétales (car nombre de propagules végétales doivent être transportées, voire partiellement digérées par des animaux pour assurer la dispersion, le mélange et l’évolution des individus et des gènes au sein de l’espèce et dans le territoire).

### Cas des lignes à grande vitesse
Cette contribution à la fragmentation écologique, mineure avec les trains classiques (et bien moindre que pour les routes), est majeure pour les lignes à grande vitesse :
- si leur double clôture protège les trains des collisions avec les grands mammifères, elles constituent aussi une barrière étanche à la circulation de nombreux animaux ;
- le micro-climat qui s'établit sur les ballasts non végétalisés (pas d'évapotranspiration), et très drainants s'oppose aussi à leur traversée par nombre d'espèces ;
- l’effet de souffle et les brutales variations de pression au passage des trains à plus de 200 km/h peuvent choquer ou blesser mortellement de nombreuses espèces, à 1 mètre ou même plus loin de la voie.

Les mesures conservatoires et compensatoires étant coûteuses, elles n'ont souvent pas été prévues ou mises en place sur les premières voies à grande vitesse. Elles restent très rares sur les voies récentes qui, par ailleurs, comme les voies routières peuvent induire des remembrements aux conséquences encore plus négatives sur l'environnement.

### Mesures envisageables
Pour fortement réduire la fragmentation par les voies TGV, il faudrait des voies beaucoup plus « transparentes » à la circulation de la flore et de la faune (écoducs plus nombreux et plus larges, et correctement positionnés, avec plus de passages en viaducs et tunnels).
Lorsque l’occasion s’en présente de nouveaux écoducs devraient être construits là où les écologues le jugeront pertinent sur les voies actuelles (Cf. notice annexée au Schéma de service collectif « Espaces Naturels et Ruraux » / IFEN, à la suite de la Loi d’orientation et d’aménagement durable du Territoire, qui prévoit ce type de solutions dans les régions particulièrement fragmentées par les infrastructures de transport).